# Archbold
Archbold is een plaats (village) in de Amerikaanse staat Ohio, en valt bestuurlijk gezien onder Fulton County.

## Demografie
Bij de volkstelling in 2000 werd het aantal inwoners vastgesteld op 4290.
In 2006 is het aantal inwoners door het United States Census Bureau geschat op 4505, een stijging van 215 (5,0%).

## Geografie
Volgens het United States Census Bureau beslaat de plaats een oppervlakte van
11,2 km², waarvan 11,0 km² land en 0,2 km² water. Archbold ligt op ongeveer 224 m boven zeeniveau.

## Plaatsen in de nabije omgeving
De onderstaande figuur toont nabijgelegen plaatsen in een straal van 20 km rond Archbold.